# Claudio Nizzi
Claudio Nizzi (Sétif, 9 settembre 1938) è un fumettista e scrittore italiano. Scrive da oltre trent'anni le storie di Tex, realizzando più di un centinaio di sceneggiature e diventando di fatto l’erede di Giovanni Luigi Bonelli, creatore della serie.

## Biografia
Nato in Algeria, cresce a Fiumalbo, in provincia di Modena, esordendo agli inizi degli anni sessanta scrivendo novelle sulle pagine del settimanale per ragazzi Il Vittorioso, passando poi ai fumetti per la stessa testata scrivendo dal 1963 al 1966 anche la serie Safari, disegnata da Renato Polese. Successivamente scrive racconti e romanzi per riviste femminili. Nel 1969 torna a occuparsi di fumetti iniziando una lunga collaborazione con la rivista per ragazzi Il Giornalino durante la quale crea numerosi personaggi come il western Larry Yuma, l'avventuroso Capitan Erik, il poliziesco Rosco & Sonny, e altri come  Piccolo Dente e Nicoletta che firma con lo pseudonimo "Anna". In quel periodo cura come direttore artistico de "Il Giornalino" le storie di "Hans e Chica" su testi di Marco Di Tillo e disegni di Pino Calarco. Segue inoltre sempre per "Il Giornalino" la realizzazione delle serie "I grandi del jazz", "I grandi del calcio" e "I grandi del cinema", sempre su testi di Marco Di Tillo e disegni di molti autori tra cui Rodolfo Torti e Gianni De Luca.
Negli anni ottanta interrompe la collaborazione con il Giornalino per passare alla Sergio Bonelli Editore per la quale scrive per le serie Mister No e Tex per poi prendere dal 1988 la responsabilità di quest'ultima, subentrando a Giovanni Luigi Bonelli, diventandone principale soggettista e sceneggiatore; l'esordio come autore di Tex, fino ad allora realizzato dal solo Bonelli (ad eccezione di alcune avventure scritte dal figlio Sergio), avvenne nel 1983 ma, per cinque anni, fino a quando non divenne responsabile della serie, non venne mai accreditato come autore delle storie. Lo stesso anno creò la prima serie poliziesca della Bonelli, Nick Raider e, nel 2001, la miniserie Leo Pulp, parodia del genere hard boiled.
Nizzi è, dopo Giovanni Luigi Bonelli, il più prolifico autore di Tex Willer; infatti, oltre al suo ruolo sulla serie regolare (della quale è stato, per oltre vent'anni, il principale autore), ha realizzato pure la grande maggioranza degli albi giganti della serie, noti come Texoni, albi speciali con periodicità annuale disegnati da grandi autori internazionali.
Dal 2005 rallenta la sua collaborazione a Tex per tornare alla narrativa. Nel settembre del 2008 pubblica L'epidemia (I peccatori di Borgo Torre), prima storia di un ciclo seriale ambientato in un paese immaginario dell'appennino tosco-emiliano, molto simile a Fiumalbo: lì si muoveranno sempre gli stessi protagonisti insieme a personaggi nuovi che verranno introdotti di volta in volta. A maggio 2009 è stato edito Il federale di Borgo Torre; ad aprile 2010 è stato pubblicato Il pretino; nel 2011 è uscito L'Americano.
Nel novembre 2012 Roberto Guarino pubblica con Allagalla Editore il libro-intervista Tex secondo Nizzi in cui lo sceneggiatore ripercorre la sua cinquantennale carriera nel mondo del fumetto.
Nel 2017 fa rientro nella redazione di Tex dopo qualche anno di assenza, lavorando come sceneggiatore dei Color Tex.

## Riconoscimenti
- Premio Yellow Kid al Salone Internazionale dei Comics (1994)

## Opere
- Claudio Nizzi, L'epidemia (I peccatori di Borgo Torre), Faenza, Mobydick, settembre 2008, ISBN 978-88-8178-404-2.
- Claudio Nizzi, Il federale di Borgo Torre, Faenza, Mobydick, maggio 2009, ISBN 978-88-8178-430-1.
- Claudio Nizzi, Il pretino, Faenza, Mobydick, aprile 2010, ISBN 978-88-8178-452-3.
- Claudio Nizzi, L'Americano, Faenza, Mobydick, maggio 2011, ISBN 978-88-8178-476-9.